# Hyalophora cecropia
Hyalophora cecropia is een nachtvlinder uit de familie Saturniidae (nachtpauwogen). 

## Kenmerken
Met een spanwijdte van 110 tot 150 millimeter is het de grootste nachtvlinder van Noord-Amerika. De kleur van de vlinder is afhankelijk van de temperatuur uit het popstadium. Hoe hoger de temperatuur, hoe roder de vlinder.

## Leefwijze
De volwassen vlinders nemen geen voedsel tot zich en leven daardoor ook maar kort, slechts twee weken. Belangrijk is dan ook dat de mannetjes snel een vrouwtje vinden om mee te paren. De vrouwtjes scheiden feromonen af, die tot op ruim een kilometer kunnen worden waargenomen door de mannetjes, waardoor ze goed te vinden zijn.

## Verspreiding en leefgebied
Het verspreidingsgebied beslaat de gehele Midwest en oostkust van de Verenigde Staten en het zuidoostelijke deel van Canada. De vlinder vliegt daar van maart tot en met juli, met twee generaties in het zuiden en één in het noorden per jaar.

## Rups en zijn waardplanten
De eitjes die door het vrouwtje aan de onderzijde van een blad in rijtjes van twee worden gelegd zorgen na tien tot veertien dagen voor rupsen die zich volvreten om als pop de winter door te brengen. Waardplanten van de rups zijn vederesdoorn, zilveresdoorn, Prunus, Malus en Salix.

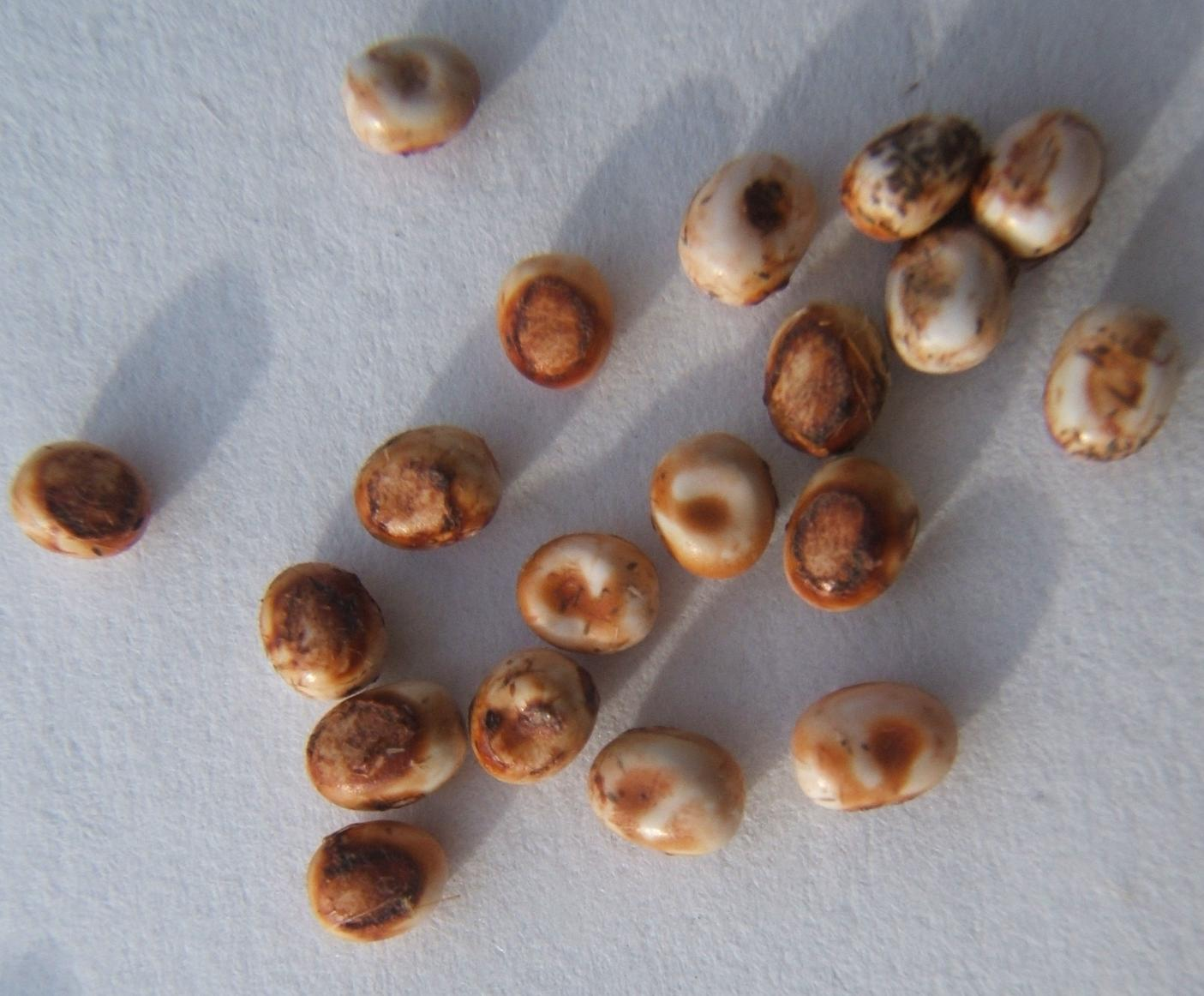
Eitjes
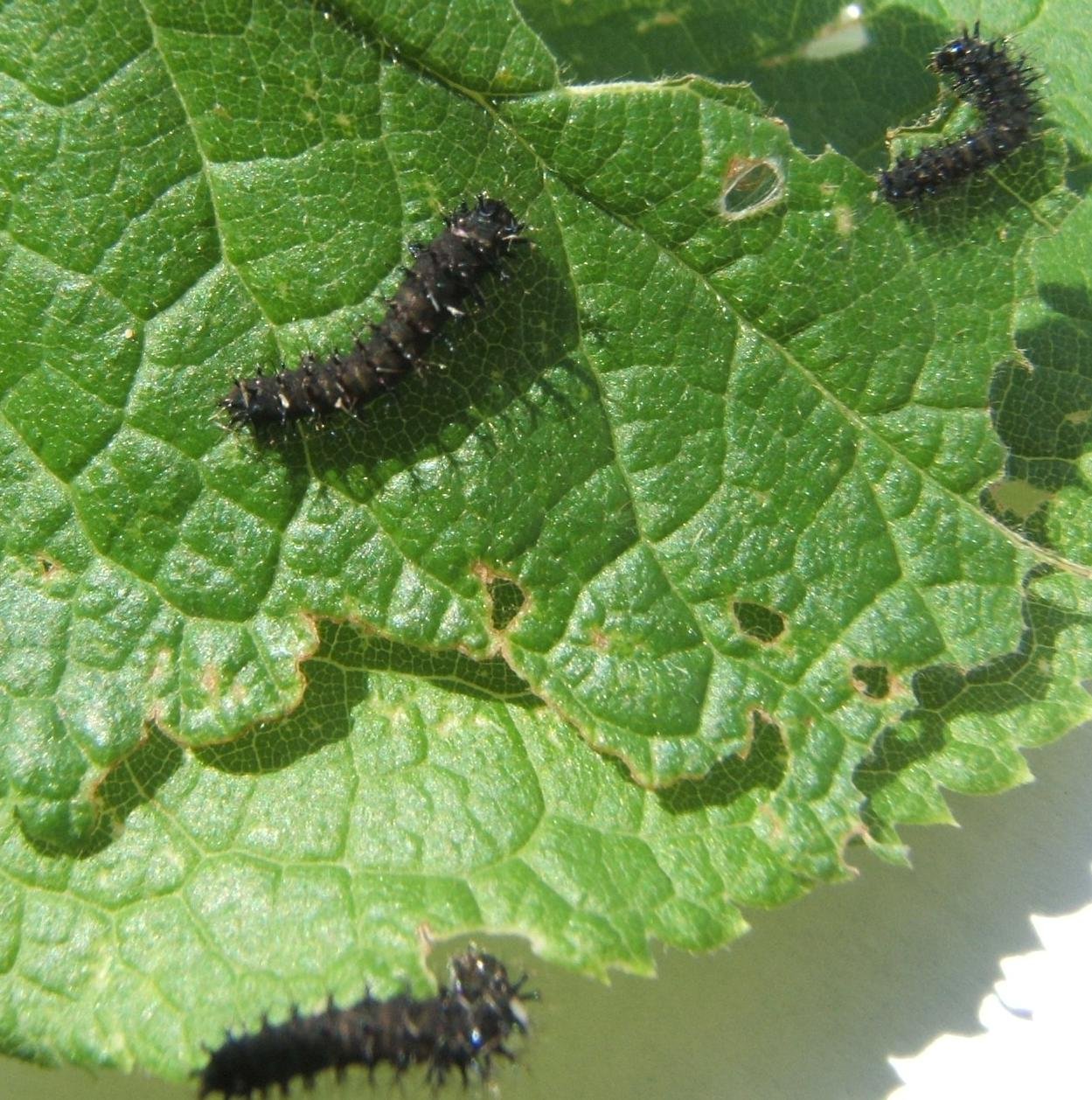
Rups in eerste stadium
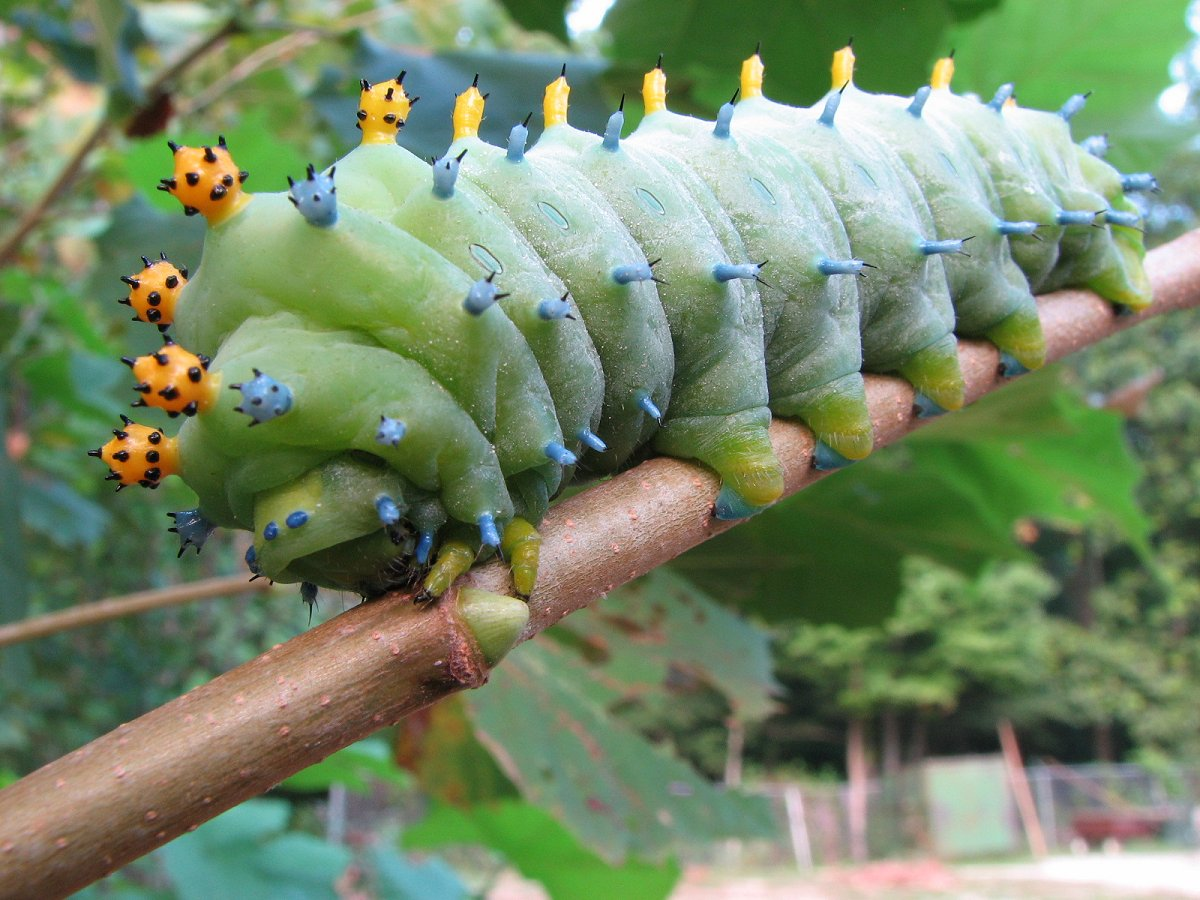
Rups
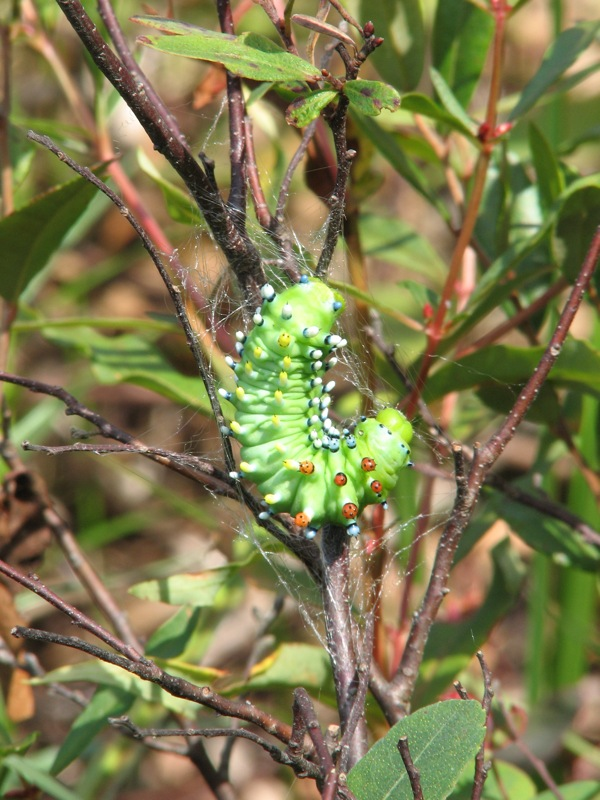
Verpoppende rups
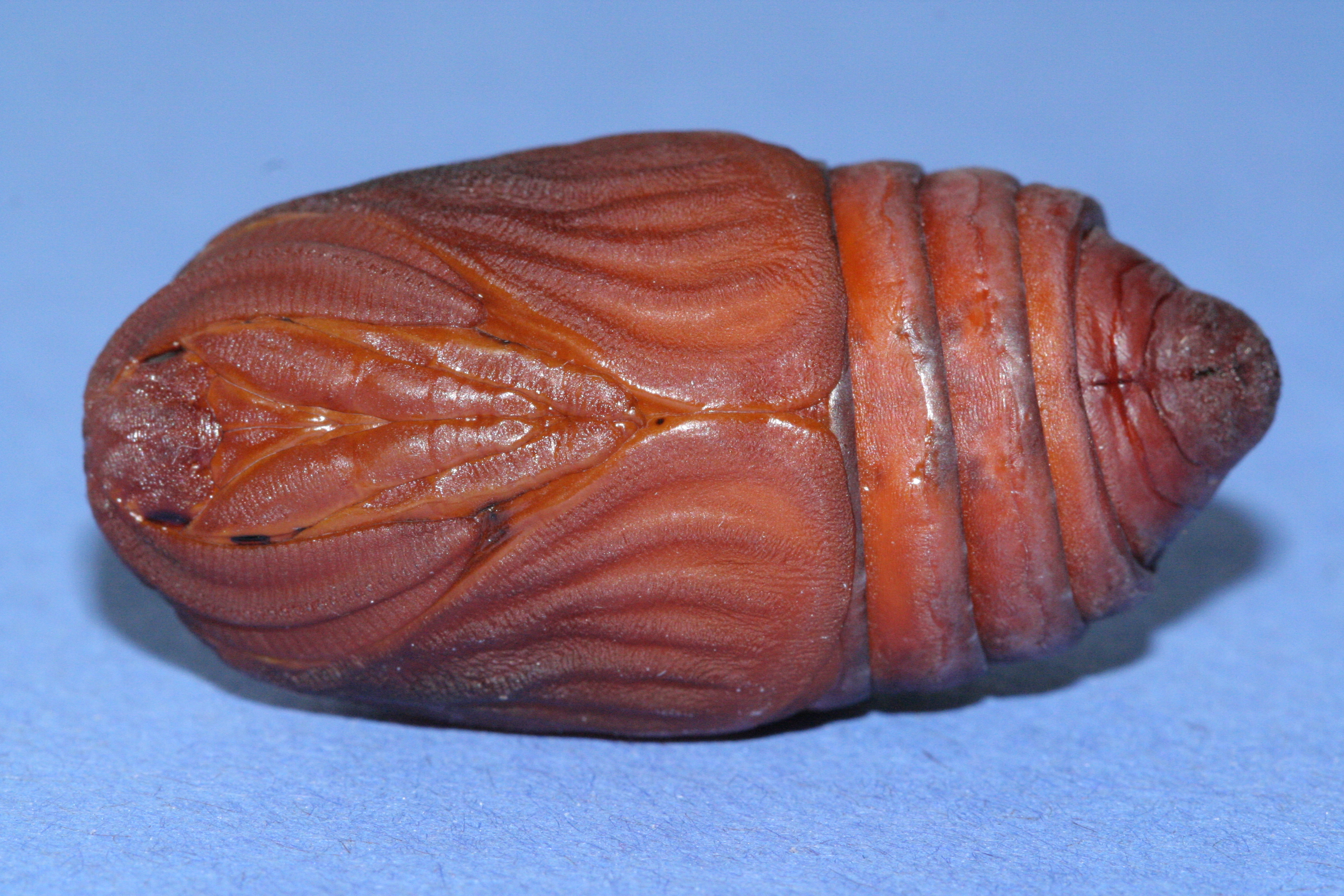
Pop
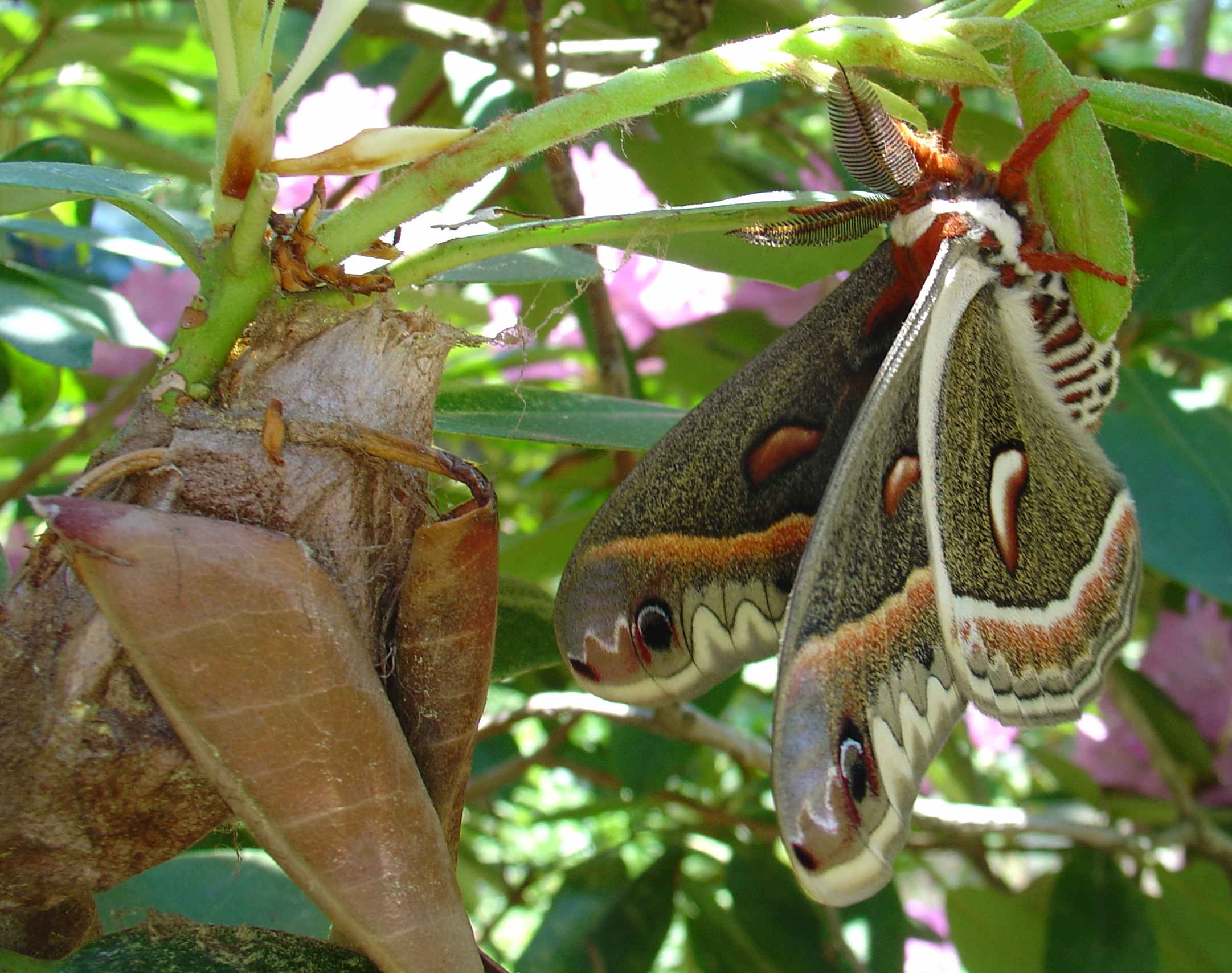
Juist uit de pop gekropen
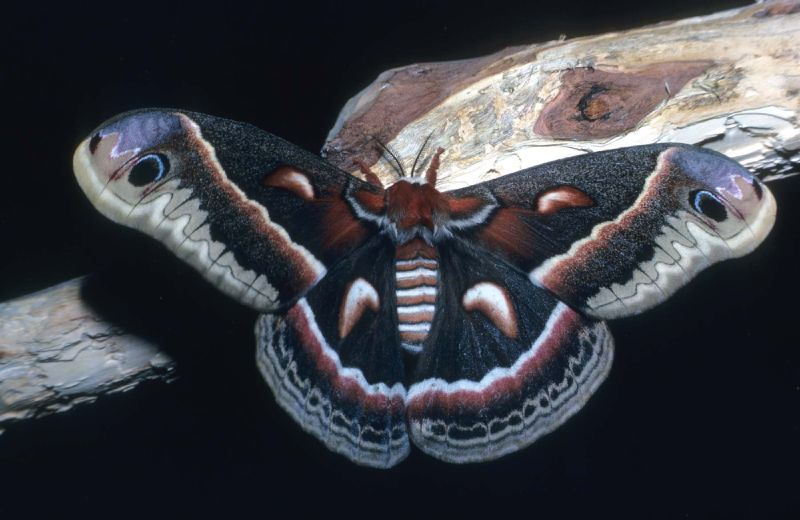